# Austria na Mistrzostwach Świata w Lekkoatletyce 2017
Austria na Mistrzostwach Świata w Lekkoatletyce 2017 – reprezentacja Austrii podczas mistrzostw świata w Londynie liczyła 5 zawodników, którzy nie zdobyli żadnego medalu.

## Skład reprezentacji
Mężczyźni
| Zawodnik       | Konkurencja | Finał    | Finał   |
| Zawodnik       | Konkurencja | Rezultat | Pozycja |
| -------------- | ----------- | -------- | ------- |
| Valentin Pfeil | maraton     | 2:16:28  | 23.     |

| Zawodnik            | Konkurencja  | Kwalifikacje | Kwalifikacje | Finał | Finał   |
| Zawodnik            | Konkurencja  | Wynik        | Pozycja      | Wynik | Pozycja |
| ------------------- | ------------ | ------------ | ------------ | ----- | ------- |
| Lukas Weißhaidinger | rzut dyskiem | 63,57        | 10 q         | 63,76 | 9.      |

Dziesięciobój
| Zawodnik             | Konkurencja | 100 m | LJ   | SP    | HJ   | 400 m | 110H  | DT    | PV   | JT    | 1500 m  | Wynik | Pozycja |
| -------------------- | ----------- | ----- | ---- | ----- | ---- | ----- | ----- | ----- | ---- | ----- | ------- | ----- | ------- |
| Dominik Distelberger | Rezultat    | 11,03 | 7,11 | 12,93 | 1,87 | 48,13 | 14,59 | 43,18 | 5,00 | 56,46 | 4:39,15 | 7857  | 17.     |
| Dominik Distelberger | Punkty      | 854   | 840  | 663   | 687  | 903   | 900   | 729   | 910  | 685   | 686     | 7857  | 17.     |

Kobiety
Siedmiobój
| Zawodniczka    | Konkurencja | 100H  | HJ   | SP    | 200 m | LJ   | JT    | 800 m   | Wynik | Pozycja |
| -------------- | ----------- | ----- | ---- | ----- | ----- | ---- | ----- | ------- | ----- | ------- |
| Ivona Dadic    | Rezultat    | 13,68 | 1,80 | 13,82 | 24,11 | 5,98 | 52,29 | 2:13,44 | 6417  | 6.      |
| Ivona Dadic    | Punkty      | 1024  | 978  | 782   | 970   | 843  | 905   | 915     | 6417  | 6.      |
| Verena Preiner | Rezultat    | 13,79 | 1,71 | 13,16 | 24,44 | 5,98 | 45,27 | DNS     | DNF   | DNF     |
| Verena Preiner | Punkty      | 1008  | 867  | 738   | 939   | 843  | 769   | 0       | DNF   | DNF     |